# Szpikołosy (przystanek kolejowy)
Szpikołosy – dawny przystanek osobowy kolejki wąskotorowej w Szpikołosach, w gminie wiejskiej Hrubieszów, w powiecie hrubieszowskim, w województwie lubelskim.